# Бинарна релация
Бинарната релация, наричана още двуместна релация или двучленна релация, е множество от наредени двойки елементи. Бинарните релации са обект на изучаване в теорията на множествата, теорията на наредбите, математическата логика и информатиката.

## Означения и определения
Два елемента {\displaystyle x,y\,} са в релация {\displaystyle R\,}, ако {\displaystyle (x,y)\in R} и {\displaystyle (x,y)\neq (y,x)}, т.е. {\displaystyle (x,y)\,} е наредена двойка. Записва се {\displaystyle xRy\,} и се чете {\displaystyle y\,} е {\displaystyle R\,}-свързано с {\displaystyle x\,}, например добре познатите {\displaystyle x<y,\,x\leq y,\,x=y,\,x\equiv y{\pmod {m}}} и др.
Дефиниционна област {\displaystyle Dom(R)=\{x\,|\,\exists y,\,xRy\}} на релация е множеството от всички първи елементи на релацията.
Аналогично множество от стойности {\displaystyle Cod(R)=\{y\,|\,\exists x,\,xRy\}} е множеството от всички втори елементи на релацията.
Композиция {\displaystyle R_{1}\circ R_{2}} на две релации {\displaystyle R_{1}\,} и {\displaystyle R_{2}\,} е множеството от всички двойки {\displaystyle \{(x,y)\,|\,\exists y,\,xR_{1}y,\,yR_{2}z\}}.
Идентитет или идентична релация {\displaystyle Id_{S}\,} на множество {\displaystyle S\,} e множеството от всички {\displaystyle (x,x),x\in S}.
Обратна релация {\displaystyle R^{-1}\,} се получава при смяна на реда на всички двойки от {\displaystyle R\,}, или {\displaystyle R^{-1}=\{(x,y)\,|\,yRx\}}. Изпълено е също {\displaystyle Dom(R^{-1})=\,Cod(R)} и {\displaystyle Cod(R^{-1})=\,Dom(R)}.

## Видове бинарни релации
Рефлексивна релация е релация {\displaystyle R\,}, за която всеки елемент от дефиниционната област и от множеството от стойности е
{\displaystyle R\,}-свързан със себе си, т.е. {\displaystyle \forall (x,y)\in (Dom(R),Cod(R))} е в сила {\displaystyle xRx,\,yRy}.
Антирефлексивна релация е релация {\displaystyle R\,}, за която не съществува елемент {\displaystyle x\,}, който да е {\displaystyle R\,}-свързан със себе си.
Симетрична релация е релация {\displaystyle R\,}, такава че {\displaystyle xRy\Rightarrow yRx}, или още релация която съвпада с обратната си {\displaystyle R=R^{-1}\,}
Антисиметрична релация е налице когато е изпълнена една и само една от следните алтернативи: {\displaystyle xRy\,} или {\displaystyle yRx\,}. Формулирано с помощта на обратна релация, условието се записва: {\displaystyle R\cap R^{-1}=\varnothing }.
Транзитиван релация се получава когато {\displaystyle xRy,\,yRz\Rightarrow xRz}. Формулирано с помощта на композиция, условието придобива вида: {\displaystyle R\circ R\subset R}
Кръгова релация на множество {\displaystyle S\,} е налице, когато {\displaystyle xRy,\,yRz\Rightarrow zRx,\ x,y,z\in S}.
Наследник на релация {\displaystyle R\,} в множество {\displaystyle S\,} е най-малката транзитивна релация {\displaystyle Succ_{R}\,}, такава че {\displaystyle R\subset Succ_{R}}.
Една релация е релация на еквивалентност ако е едновременно рефлексивна, симетрична и транзитивна.
Частична наредба е релация която е рефлексивна, антисиметрична и транзитивна.